# Бовалино Супериоре
Бовалино Супериоре је насеље у Италији у округу Ређо ди Калабрија, региону Калабрија.
Према процени из 2011. у насељу је живело 8418 становника. Насеље се налази на надморској висини од 199 м.